# Eom Hye-Won
Eom Hye-Won (en coreano: 엄혜원; 8 de septiembre de 1991) es una deportista surcoreana que compitió en bádminton, en las modalidades de dobles y dobles mixto. Ganó dos medallas en el Campeonato Mundial de Bádminton de 2013.

## Palmarés internacional
| Campeonato Mundial | Campeonato Mundial | Campeonato Mundial | Campeonato Mundial |
| Año                | Lugar              | Medalla            | Prueba             |
| ------------------ | ------------------ | ------------------ | ------------------ |
| 2013               | Cantón (China)     | Medalla de plata   | Dobles             |
| 2013               | Cantón (China)     | Medalla de bronce  | Dobles mixto       |